# 沮渠安周
沮渠 安周（そきょ あんしゅう）は、五胡十六国時代の北涼の後継政権である高昌北涼最後の王。

## 生涯
匈奴の支族である盧水胡族の出身。兄の哀王沮渠牧犍の在位中は楽都郡太守に任じられていた。太平真君2年（441年）、北魏によって酒泉王に封じられた兄の沮渠無諱により軍勢を与えられて鄯善に向かい、これを降伏させて北涼遺民の根拠地とした。承平2年（444年）、前年高昌で王位に就いた沮渠無諱の薨去により即位した。即位後、南朝宋より都督涼沙河三州諸軍事・涼州刺史・河西王に封じられた。承平18年（460年）、柔然が高昌を攻撃した際に殺害され、ここに北涼は名実共に滅亡した。
その後の高昌は、闞伯周が柔然により擁立されて高昌国王となり、闞氏高昌が開かれることとなる。